# Forkarby
Forkarby is een plaats in de gemeente Uppsala in het landschap Uppland en de provincie Uppsala län in Zweden. De plaats heeft 100 inwoners (2005) en een oppervlakte van 26 hectare.